# Arrondissement de Schloßberg-en-Prusse-Orientale
L'arrondissement de Pillkallen (à partir de 1938 arrondissement de Schloßberg-en-Prusse-Orientale) est un arrondissement prussien de la province de Prusse-Orientale de 1818 à 1945. Son ancien territoire fait maintenant partie de l'oblast russe de Kaliningrad.

## Histoire
Le territoire de l'arrondissement de Pillkallen fait partie de l'ancien arrondissement d'Insterbourg depuis la division de la Prusse-Orientale en arrondissements de 1752,. Dans le cadre des réformes administratives prussiennes, l'"Ordonnance relative à l'amélioration de l'organisation des autorités provinciales" du 30 avril 1815 rend nécessaire une réforme complète des arrondissements de toute la Prusse-Orientale, les arrondissements créés en 1752 s'étant révélés inadaptés et trop vastes. Le 1er septembre 1818, le nouveau arrondissement de Pillkallen est créé dans le district de Gumbinnen à partir de parties de l'ancien arrondissement d'Insterbourg. Cela comprend les paroisses de Kussen (de), Lasdehnen (de), Mallwischken (de), Pillkallen (de), Schillehnen (de), Schirwindt (de) et Willuhnen (de). Le siège de l'arrondissement est dans la ville de Pillkallen.
Depuis le 3 décembre 1829, l'arrondissement appartient - après la fusion des provinces de Prusse-Orientale et de Prusse-Occidentale - à la nouvelle province de Prusse dont le siège est à Königsberg
Après la division de la province de Prusse en provinces de Prusse-Orientale et de Prusse-Occidentale, l'arrondissement de Pillkallen devient partie intégrante de la Prusse-Orientale le 1er avril 1878.
Le 10 août 1876, la commune de Kamanten (de) est transférée de l'arrondissement de Pillkallen à l'arrondissement de Ragnit. Le 30 septembre 1929, conformément à l'évolution du reste de la Prusse, une réforme territoriale a lieu dans l'arrondissement de Pillkallen, au cours de laquelle tous les districts de domaine, à l'exception de six, sont dissous et attribués à des communes voisines.
Le 1er octobre 1937, la commune de Wandlauszen est transférée de l'arrondissement de Pillkallen à l'arrondissement de Gumbinnen. Le 7 septembre 1938, l'arrondissement est rebaptisé arrondissement de Schloßberg-en-Prusse-Orientale dans le cadre de la campagne de changement de nom menée par le pouvoir national-socialiste.
Vers la fin de la Seconde Guerre mondiale, l'arrondissement est occupé par l'Armée rouge au printemps 1945. Après la fin de la guerre, l'arrondissement passe sous administration soviétique. Aujourd'hui, l'ancienne zone de l'arrondissement appartient à l'oblast russe de Kaliningrad et est en grande partie occupée par des zones d'entraînement militaire. Beaucoup d'anciens villages et fermes, ainsi que ce qui est autrefois la ville allemande la plus à l'est de Schirwindt (de), sont devenus déserts dans la période d'après-guerre.

## Évolution de la démographie
| Année | Habitants | Source |
| ----- | --------- | ------ |
| 1818  | 20 394    | [ 3 ]  |
| 1846  | 40 237    | [ 4 ]  |
| 1871  | 44 306    | [ 5 ]  |
| 1890  | 46 664    | [ 6 ]  |
| 1900  | 46 556    | [ 6 ]  |
| 1910  | 45 560    | [ 6 ]  |
| 1925  | 44 096    | [ 6 ]  |
| 1933  | 43 895    | [ 6 ]  |
| 1939  | 42 428    | [ 6 ]  |

## Politique

### Administrateurs de l'arrondissement
- 1818–184800Carl Flottwell
- 1848–185200Gustav Dodillet
- 1853–187900Hermann Schmalz (de)
- 1879–188300Rudolf Theodor Möhrs
- 18830000000Max von Uthmann (de)
- 1883–189800Julius Schnaubert
- 1898–190900Ernst Pitsch-Schroener
- 1909–192000Hermann Braun
- 19200000000Fritz Schmige (de)
- 1920–192600Otto Laser (de)
- 1926–193300Eugen Boelling (de)
- 1933–193400Max Gunia
- 1934–193700Paul Uschdraweit (de)
- 1937–194500Wichard von Bredow (de)

### Élections
Dans l'Empire allemand, l'arrondissement de Pillkallen et l'arrondissement de Ragnit forment la 2e circonscription du district de Gumbinnen (de).

### Constitution communale
Depuis le XIXe siècle, l'arrondissement de Schloßberg-en-Prusse-Orientale est divisé en villes, en communes rurales et en districts de domaine. Avec l'introduction de la loi constitutionnelle prussienne sur les communes du 15 décembre 1933 ainsi que le code communal allemand du 30 janvier 1935, le principe du leader est appliqué au niveau municipal. Une nouvelle constitution d'arrondissement n'est plus créée; Les règlements de l'arrondissement pour les provinces de Prusse-Orientale et Occidentale, de Brandebourg, de Poméranie, de Silésie et de Saxe du 19 mars 1881 restent applicables.

## Communes
Après la réforme communale de 1928, l'arrondissement de Pillkallen comprend les villes de Pillkallen et Schirwindt, 241 communes et six districts immobiliers non constitués en commune. Jusqu'en 1939, il y a d'autres incorporations de communes peu peuplées et de nombreux changements de nom :
- Abschruten, Ksp. Mallwischken
- Abschruten, Ksp. Willuhnen (de)
- Albrecht-Naujehnen (de)
- Alxnupönen (de)
- Antballen
- Antbudupönen
- Antmirehlen (de)
- Augstupönen (de)
- Bagdohnen (de)
- Ballupönen (de)
- Baltruschen (de)
- Bardszen (de)
- Bärenfang
- Barsden (de)
- Bartschkühnen (de)
- Bednohren (de)
- Beinigkehmen (de)
- Belsen (de)
- Bilden
- Birkenfelde, Ksp. Schirwindt (de)
- Birkenhof
- Bludszen (de)
- Blumenfeld (de)
- Blumenthal (de)
- Brämerhusen (de)
- Brödlaugken (de)
- Brödszen (de)
- Bruszen (de)
- Budszuhnen (de)
- Budupönen (de), Ksp. Kussen
- Budupönen, Ksp. Lasdehnen
- Budupönen, Ksp. Schirwindt (de)
- Bühlen (de)
- Cäsarsruhe (de)
- Dagutschen (de)
- Dauden (de)
- Daynen (de)
- Dickiauten (de)
- Dickschen (de)
- Doblendszen
- Doristhal (de)
- Dörschkehmen (de)
- Draugupönen (de)
- Drozwalde (de)
- Duden (de), Ksp. Kussen
- Duden, Ksp. Schillehnen
- Ebenfelde (de)
- Ederkehmen
- Eggleningken (de)
- Eichwald, Forstgutsbezirk
- Endruhnen (de)
- Eygarren
- Eymenischken-Wassaken (de)
- Fichtenhöhe (de)
- Galwoszen (de)
- Gettkanten (de)
- Girrehlischken B (de)
- Goberischken (de)
- Grablaugken (de)
- Grenzfelde (de)
- Gricklaugken (de)
- Groß Baltruschehlen (de)
- Groß Daguthelen (de)
- Groß Darguszen (de)
- Groß Jodupönen
- Groß Königsbruch (de)
- Groß Rudminnen (de)
- Groß Rudszen (de)
- Groß Schorellen (de)
- Groß Stimbern (de)
- Groß Tullen (de)
- Groß Warningken
- Groß Wersmeningken (de)
- Grumbkowsfelde (de)
- Grünwalde (de)
- Guttpettern (de)
- Hauptmannsdorf (de)
- Heinrichsfelde (de)
- Henskehmen
- Henskischken (de)
- Hermoneiten (de)
- Hochfeld-en-Prusse-Orientale (de)
- Hopfendorf
- Inglauden (de)
- Insterwalde
- Iwenberg (de)
- Jägerswalde (de)
- Jänischken (de)
- Jodeglienen (de)
- Jodszen, Ksp. Kussen
- Jodszen, Ksp. Willuhnen (de)
- Jodupönen
- Jodzahlen (de)
- Jodzuhnen (de)
- Jogschen (de)
- Jucknaten (de)
- Jutschen (de)
- Kailen (de)
- Kalbasssen, Gutsbezirk
- Kallnehlischken
- Katharinenhof
- Kaunohnen (de)
- Kermuschienen (de)
- Kiauschen (de)
- Kiggen (de)
- Kischen, Ksp. Schillehnen
- Kischen, Ksp. Schirwindt (de)
- Kischenbannies
- Klein Daguthelen (de)
- Klein Darguszen
- Klein Jodupönen (de)
- Klein Meschkuppen (de)
- Klein Pillkallen
- Klein Rudminnen (de)
- Klein Schorellen
- Klein Warningken (de)
- Klein Wersmeningken (de)
- Klischen (de)
- Klohnen (de)
- Kögsten (de)
- Königsfeld
- Königshuld (de)
- Kötschen (de)
- Kruschinehlen (de)
- Krusen
- Kurschehlen (de)
- Kurschen (de)
- Kusmen (de)
- Kussen (de)
- Kybarten (de)
- Laschen (de)
- Lasdehnen
- Laugallen, Ksp. Kussen
- Lengschen (de)
- Lindenhof (de)
- Lindicken (de)
- Löbegallen (de)
- Löbtuballen
- Lubinehlen (de)
- Mallwischken (de)
- Martingken (de)
- Maszuiken
- Mingstimmehlen (de)
- Mingstimmen (de)
- Mittenwalde
- Naujehnen (de)
- Naujeningken
- Neu Rudszen
- Neu Skardupönen (de)
- Neu Stonupönen (de)
- Neuhof-Lasdehnen
- Neuweide (de)
- Orupönen (de)
- Paberdszen
- Paplienen, Ksp. Schirwindt (de)
- Parschen (de)
- Paulicken (de)
- Pawidlaugken (de)
- Payszeln (de)
- Petereithelen
- Petereitschen (de)
- Petzingken, Ksp. Pillkallen (de)
- Petzingken, Ksp. Warningken
- Pieragen (de)
- Pillkallen, ville
- Plampen
- Plimballen
- Plonszöwen (de)
- Pötschlauken (de)
- Pritzkehmen (de)
- Puschinnen (de)
- Radszen, Ksp. Kussen
- Radszen, Ksp. Willuhnen
- Rammonischken (de)
- Rehwalde (de)
- Ritterswalde (de)
- Rucken (de)
- Sallehnen
- Salten
- Sassupönen
- Schackeln (de)
- Schacken (de)
- Scharen (de)
- Scharkabude
- Schillehnen (de)
- Schilleningken, Ksp. Lasdehnen (de)
- Schilleningken, Ksp. Schirwindt
- Schillenöhlen
- Schillingen (de)
- Schirwindt (de), ville
- Schmilgen (de)
- Schorellen, Forstgutsbezirk
- Schwarballen (de)
- Schwarpeln
- Serbenten (de)
- Siebenlinden
- Siemoken (de)
- Skroblienen
- Smailen
- Snappen (de)
- Spullen (de)
- Stirnlaugken
- Stobern (de)
- Stumbern (de)
- Sturmen (de)
- Szameitkehmen
- Szieden (de)
- Szimkuhnen (de)
- Szogelgalwen (de)
- Tannenwalde (de)
- Trappönen, Forstgutsbezirk
- Treczaken
- Tulpeningken (de)
- Tuppen (de)
- Urbantatschen (de)
- Urblaugken (de)
- Uszballen, Ksp. Lasdehnen (de)
- Uszballen, Ksp. Pillkallen
- Uszballen, Forstgutsbezirk
- Uszbördszen (de)
- Uszdrawen (de)
- Uszpiaunehlen (de)
- Uszpiaunen (de)
- Uszproduppen
- Uszrudszen
- Walddorf (de)
- Waldenau (de)
- Waldlinden (de)
- Waldlinden, Forstgutsbezirk
- Wallindszen (de)
- Wandlauszen
- Warnakallen
- Wassantkehmen (de)
- Weidenfeld
- Wensken
- Werdehlischken
- Werskepchen (de)
- Weszkallen (de)
- Willuhnen
- Wiltauten
- Wingern (de)
- Wingeruppen, Ksp. Mallwischken
- Wingillen (de)
- Wisborienen (de)
- Wittgirren
- Woitekaten (de)
- Wöszupchen (de)
- Wöszupöhlen (de)
- Zwirballen

Incorporations jusqu'en 1939
- Ambrasgirren, le 30 septembre 1928 à Waldlinden
- Ambruch (jusqu'en 1938 Skroblienen), le 1e avril 1939 à Seehuben
- Bauzen, le 17 octobre 1928 à Jägerswalde
- Birkenfelde, Ksp. Mallwischken, le 30 septembre 1928 à Katharinenhof
- Endruscheiten, le 2 juin 1923 à Lubinehlen
- Heidlaugken, le 30 septembre 1928 à Schillehnen
- Kallnischken, le 1er octobre 1931 à Schillenöhlen
- Klein Schorellen, le 1er octobre 1937 à Schmilgen
- Laugallen, Ksp. Willuhnen, le 17 octobre 1928 à Jägerswalde
- Lölaugken, le 30 septembre 1928 à Waldlinden
- Neu Rudszen, le 1er avril 1938 à Groß Rudschen
- Neu Wingeruppen, le 30 septembre 1928 à Neuweide
- Nickelstanaten, le 30 septembre 1928 à Neuhof-Lasdehnen
- Papeadupchen, le 1er décembre 1909 à Sassupönen
- Quetschlaugken, le 30 septembre 1928 à Katharinenhof
- Rohrfeld, 1901/02 à Birkenfelde, Ksp. Mallwischken
- Uszeszuppen, le 30 septembre 1928 à Neuhof-Lasdehnen
- Wandlauszen, le 1er octobre 1937 à Uschballen (arrondissement de Gumbinnen)

## Changements de noms de lieux

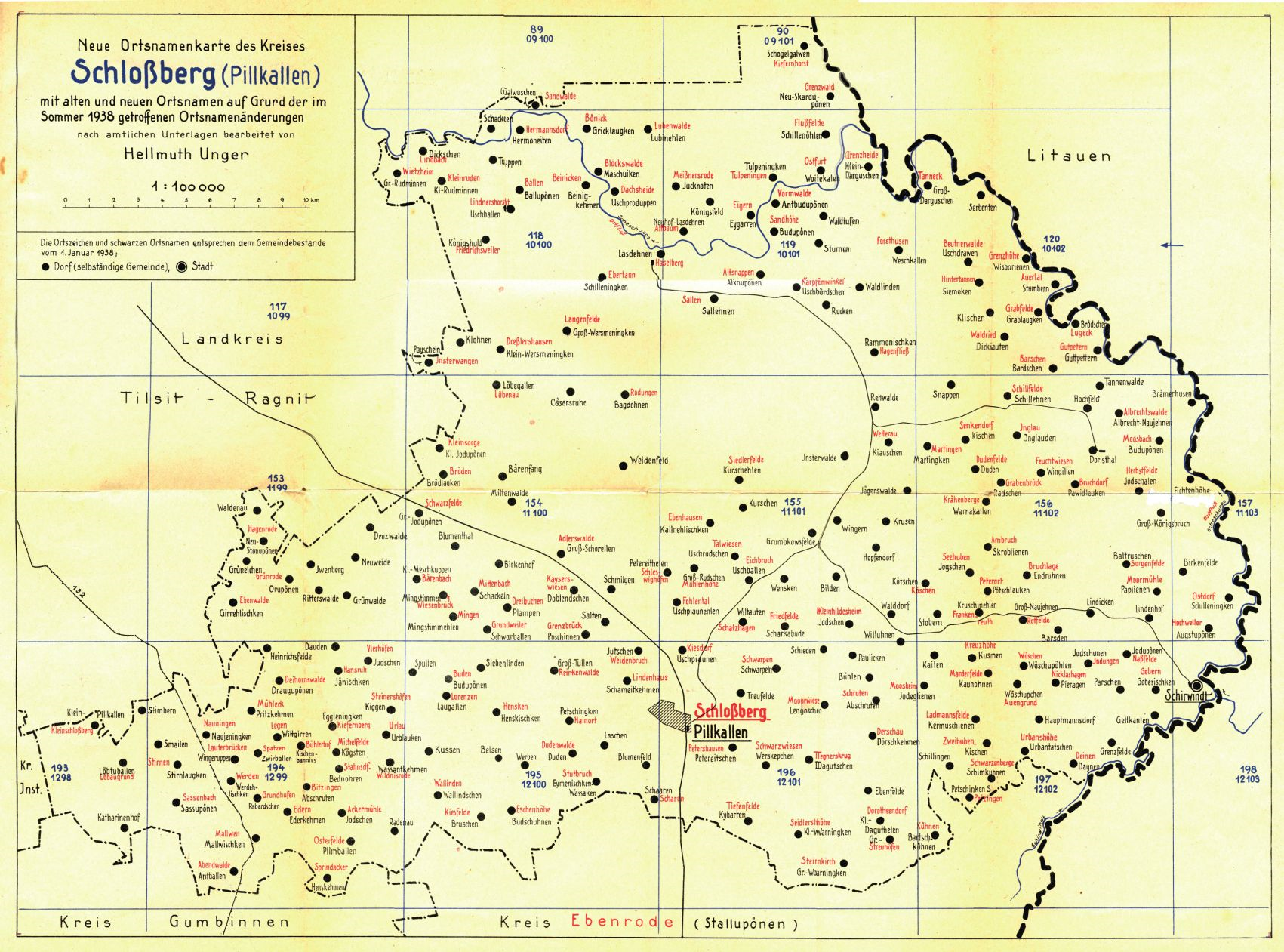
Arrondissement de Schloßberg (1938)

En 1938 (dans une moindre mesure les années précédentes, indiqué dans la ligne correspondante), de nombreux changements de noms de lieux ont lieu dans l'arrondissement de Pillkallen. Il s'agissait d'adaptations phonétiques, de traductions ou d'inventions libres, car de nombreux noms de lieux originaux d'origine prussienne (ancienne prussienne) sonnent "pas assez allemands":
- Abschruten (Ksp. Mallwischken): Bitzingen
- Abschruten (Ksp. Willuhnen): Schruten
- Albrecht-Naujehnen: Albrechtswalde
- Alt Skardupönen: Königsfeld
- Alxnupönen (de): Altsnappen
- Antballen: Abendwalde
- Antbudupönen: Vormwalde
- Antmirehlen: Werben (1935)
- Augstupönen: Hochweiler-en-Prusse-Orientale
- Bagdohnen (de): Rodungen
- Ballupönen (de): Ballen
- Baltadonen: Heinrichsfelde (1928)
- Baltruschen: Sorgenfelde
- Bardszen/Barschen: Barschen
- Bartschkühnen: Kühnen
- Batschkehlen: Bussardwalde
- Batschken: Bussardhorst
- Bednohren: Stahnsdorf-en-Prusse-Orientale
- Beinigkehmen (de): Beinicken
- Berszeningken: Fichtenhöhe (1928)
- Birkenfelde: Kleinbirkenfelde
- Bludszen/Bludschen (de): Vierhöfen-en-Prusse-Orientale
- Brödlaugken: Bröden
- Brödszen/Brödschen: Lugeck
- Bruszen/Bruschen (de): Kiesfelde
- Budszuhnen: Eschenhöhe
- Budupönen, Ksp. Kussen: Buden
- Budupönen Ksp. Lasdehnen: Sandhöhe
- Budopönen Ksp. Schirwindt: Moosbach-en-Prusse-Orientale
- Cziunken: Tannenwalde
- Dagutschen: Tegnerskrug
- Daynen: Deinen
- Dickiauten: Waldried
- Dickschen (de): Lindbach
- Doblendszen, 1936: Doblendschen, 1938: Kayserswiesen
- Dörschkehmen: Derschau-en-Prusse-Orientale
- Draugupönen: Dreihornswalde
- Dubinnen: Duben
- Duden (Ksp. Kussen): Dudenwalde
- Duden (Ksp. Schillehnen): Dudenfelde
- Dwarischken: Löbelshorst
- Ederkehmen: Edern
- Eggleningken: Kiefernberg
- Endruhnen: Bruchlage
- Erubischken: Hopfendorf (1929)
- Eydgimmischken: Hochfeld-en-Prusse-Orientale
- Eygarren: Eigern
- Eymenischken-Wassaken: Stutbruch
- Galwoszen: Sandwalde
- Girrehlischken A: Drozwalde (1928)
- Girrehlischken B: Ebenwalde
- Goberischken: Gobern
- Grablaugken: Grabfelde
- Gricklaugken (de): Bönick
- Groß Augstutschen (de): Rehwalde
- Groß Baltruschelen: Grüneichen (1935)
- Groß Daguthelen: Streuhöfen
- Groß Darguszen: Tanneck
- Groß Jodupönen (de): Schwarzfelde
- Groß Kubillehlen: Schillingen (1928)
- Groß Rudminnen (de): Wietzheim
- Groß Rudszen (de): 1936: Groß Rudschen, 1938: Mühlenhöhe
- Groß Schorellen (de): Adlerswalde-en-Prusse-Orientale
- Groß Stimbern: Stimbern (1935)
- Groß Tullen: Reinkenwalde
- Groß Warningken (de): Steinkirch
- Groß Wersmeningken (de): Langenfelde
- Groß Wingillen: Feuchtwiesen
- Grumbkowkeiten (de): Grumbkowsfelde
- Guttpettern: Gutpetern
- Heidlaugken: Holländerei
- Henskehmen: Sprindacker
- Henskischken (de): Hensken
- Hermoneiten: Hermannsdorf-en-Prusse-Orientale
- Inglauden (de): Inglau
- Jänischken (de): Hansruh
- Jodeglienen: Moosheim-en-Prusse-Orientale
- Jodszen, Ksp. Kussen: Ackermühle
- Jodszen/Jodschen (Ksp. Willuhnen): Kleinhildesheim
- Jodupönen (de): Naßfelde
- Jodzahlen: Herbstfelde
- Jodzuhnen: Jodungen
- Jogschen: Seehuben
- Jucknaten (de): Meißnersrode
- Jutschen: Weidenbruch
- Kalbassen (de): Schwaighöfen
- Kallnehlischken: Ebenhausen-en-Prusse-Orientale
- Kapteinischken: Hauptmannsdorf (1928)
- Karczarningken: Blumenfeld (1929)
- Karklaugken: Weidenfeld
- Karunischken: Königsfeld (1928)
- Kaunohnen: Marderfelde
- Kellmischkeiten: Stubbenheide
- Kermuschienen: Ladmannsfelde
- Kiauschen (de): Wetterau
- Kiggen: Steinershöfen
- Kischen, Ksp. Schirwindt: Zweihuben
- Kischenbannies: Bühlerhof
- Klein Darguszen: Grenzheide
- Klein Jodupönen: Kleinsorge
- Klein Meschkuppen: Bärenbach-en-Prusse-Orientale
- Klein Daguthelen: Dorotheendorf-en-Prusse-Orientale
- Klein Pillkallen: Kleinschloßberg
- Klein Rudminnen (de): Kleinruden
- Klein Tullen: Mittenwalde (1928)
- Klein Warningken: Seidlershöhe
- Klein Wersmeningken: Dreßlershausen
- Kögsten (de): Michelfelde
- Königshuld (de): Friedrichsweiler
- Kötschen: Köschen
- Kruschinehlen: Frankenreuth
- Kummehlupchen: Ebenfelde
- Kurschehlen: Siedlerfelde
- Kusmen: Kreuzhöhe
- Kybarten: Tiefenfelde
- Lasdehnen: Haselberg-en-Prusse-Orientale
- Lasdinehlen (de): Sommerswalde
- Laugallen, Ksp. Kussen: Lorenzen
- Laukehlischken: Cäsarsruhe
- Lengschen: Moorwiese
- Lobinnen: Loben
- Löbegallen (de): Löbenau
- Löbtuballen: Löbaugrund
- Lubinehlen: Lubenwalde
- Mallwischken (de): Mallwen
- Martingken (de): Martingen
- Maszuiken: Blockswalde
- Maurutschatschen: Grenzfelde (1928)
- Meschkuppen: Bärenhöfen
- Mingstimmehlen: Mingen
- Mingstimmen: Wiesenbrück
- Nathalwethen: Brämerswalde
- Naujehnen: Rotfelde-en-Prusse-Orientale
- Naujeningken: Nauningen
- Neudorf: Weidenfeld (1928)
- Neuhof-Lasdehnen: Altbaum
- Neu Skardupönen (de): Grenzwald
- Neu Stonupönen: Hagenrode
- Neu Wingeruppen (de): Neuweide
- Orupönen: Grünrode
- Ossienen: Ossen
- Paberdszen/Paberdschen: Grundhufen
- Paplienen, Ksp. Schirwindt: Moormühle
- Paplienen, Ksp. Willuhnen: Walddorf (1928)
- Paszuiszen: Baltruschen (1923)
- Patilszen: Insterwalde (1931)
- Pawidlaugken: Bruchdorf-en-Prusse-Orientale
- Payszeln/Payscheln: Insterwangen
- Petereithelen: Schleswighöfen
- Petereitschen: Petershausen
- Petzingken, Ksp. Groß Warningken (de): Petzingen
- Petzingken, Ksp. Pillkallen (de): Hainort
- Pieragen: Nicklashagen
- Pillkallen: Schloßberg-en-Prusse-Orientale
- Plampen: Dreibuchen
- Plicklaugken: Plickfelde
- Plimballen: Osterfelde-en-Prusse-Orientale
- Plonszöwen (de): (ab 1936) Waldhufen
- Pötschlauken: Peterort
- Pritzkehmen: Mühleck
- Puschinnen: Grenzbrück
- Radszen (Ksp. Kussen) (de): Radenau (1935)
- Radszen, Ksp. Willuhnen: Grabenbrück
- Rammonischken (de): Hagenfließ
- Sallehnen: Sallen
- Sassupönen: Sassenbach
- Schaaren: Scharen
- Schackeln: Mittenbach
- Scharkabude: Friedfelde-en-Prusse-Orientale
- Schillehnen (de): Schillfelde
- Schilleningken (de) (Ksp. Lasdehnen): Ebertann
- Schilleningken (de) (Ksp. Schirwindt): Ostdorf
- Schillenöhlen: Flußfelde
- Schorellen, Forst: Adlerswalde, Forst
- Schwarballen: Grundweiler
- Schwarpeln: Schwarpen
- Septinlöpen: Siebenlinden (1928)
- Siemoken: Hintertannen
- Skroblienen: Ambruch
- Snappen: Schnappen
- Stablaugken: Birkenhof (1928)
- Stirnlaugken: Stirnen
- Strunzlaugken (de): Strunzhof
- Stumbern: Auertal
- Szameitkehmen/Schameitkehmen (de): Lindenhaus
- Szardehlen (de): Scharden
- Szimkuhnen: Schwarzenberge
- Szogelgalwen: Kiefernhorst
- Trakeningken: Ritterswalde (1930)
- Trappönen, Forst: Trappen, Forst
- Treczaken: Treufelde
- Tulpeningken (de): Tulpeningen
- Urbantatschen: Urbanshöhe
- Urblaugken (de): Urlau
- Uszalxnen: Kleinderschau
- Uszballen/Uschballen (de) (Ksp. Lasdehnen): Lindnershorst
- Uszballen/Uschballen (Ksp. Pillkallen): Eichbruch
- Uszbördszen/Uschbördschen (de): Karpfenwinkel
- Uszdrawen/Uschdrawen: Beutnerwalde
- Uszgirren: Waldenau (1930)
- Uszpiaunehlen/Uschpiaunehlen (de): Fohlental
- Uszpiaunen/Uschpiaunen (de): Kiesdorf-en-Prusse-Orientale
- Uszproduppen: Dachsheide
- Uszrudszen/Uschrudschen: Talwiesen
- Wallindszen: Wallinden
- Wandlauszen/Wandlauschen: Rotenkamp-en-Prusse-Orientale
- Warnakallen: Krähenberge
- Warupönen: Lindenhof (1928)
- Wassantkehmen (de): Wildnisrode
- Werdehlischken: Werden-en-Prusse-Orientale
- Werskepchen: Schwarzwiesen
- Weszkallen/Weschkallen: Forsthusen
- Wiltauten: Schatzhagen
- Wingeruppen: Lauterbrücken
- Wingillen: Feuchtwiesen
- Wisborienen: Grenzhöhe
- Wittgirren: Legen
- Woitekaten (de): Ostfurt
- Wöszupchen: Auengrund
- Wöszupöhlen: Wöschen
- Zwirballen: Spatzen

## Personnalités liées à l'arrondissement
- Arthur Milchhöfer (1852-1903), archéologue né à Schirwindt.